# Układ wydalniczy kręgowców
Układ wydalniczy kręgowców – układ wydalniczy występujący u kręgowców.

## Elementy układu wydalniczego
Układy wydalnicze są podobne u wszystkich kręgowców. Różnią się od siebie budową poszczególnych elementów oraz produktem przemiany materii. Poniżej przedstawione są poszczególne elementy układu:

Układ moczowy człowieka (oznaczony literą A)

- nerki (najczęściej dwie)
- drogi odprowadzające krew:
  - tętnica doprowadzająca
  - żyła odprowadzająca:
- moczowody
- pęcherz moczowy (u ptaków brak)
- cewka moczowa

## Budowa układu wydalniczego
Układ wydalniczy różni się pewnymi elementami u poszczególnych gatunków (jest to najczęściej związane ze środowiskiem w jakim dany organizm żyje).
- Ryby posiadają dwie pranerki, które filtrują krew zbierając produkty przemiany materii, którym jest mocz. Spływa on moczowodami do pęcherza moczowego, pełniącego rolę zbiornika. Stamtąd, przez otwór leżący w okolicy odbytu, wydalany jest z organizmu na zewnątrz.  Ryby nie prowadzą gospodarki oszczędnościowej wody, co jest wynikiem życia w środowisku wodnym, a ich głównym produktem przemiany materii jest amoniak.
- Płazy, podobnie jak ryby, posiadają dwie pranerki. Zebrany mocz odchodzi moczowodami pierwotnymi do  steku, którego uchyłek tworzy pęcherz moczowy, w którym zbiera się mocz. Dorosłe osobniki wydalają mocznik, natomiast larwy wydalają amoniak.
- Gady posiadają parę nerek ostatecznych (właściwych). Składają się z kłębuszków nerkowych, w których następuje filtracja krwi ze zbędnych produktów metabolizmu. Z nerek mocz spływa moczowodami do pęcherza moczowego a stamtąd do kloaki. Produkt wydalany przez organizm jest różny i zależy przede wszystkim od środowiska w jakim dane organizmy żyją. Gady lądowe wydalają kwas moczowy (oszczędzając wodę), krokodyle amoniak, natomiast żółwie wodne mocznik i amoniak.
- Ptaki posiadają dwie nerki typu ostatecznego, od których odchodzą moczowody łączący się bezpośrednio z kloaką (ptaki nie posiadają pęcherza moczowego, co jest wynikiem przystosowania do latania). Tam też swoje ujście mają układ rozrodczy i pokarmowy. W kloace dochodzi do resorpcji wody a mocz wydalany jest w postaci skrystalizowanego kwasu moczowego (co daje dużą oszczędność wody).
- Ssaki posiadają parę nerek ostatecznych. Od każdej z nich odchodzi moczowód odprowadzający mocz do pęcherza moczowego, który pełni funkcję zbiornika. Mocz jest wydalany z organizmu przez cewkę moczową zakończoną otworem wydalniczym.

## Budowa nefronu
Nefron to podstawowa jednostka czynnościowo-strukturalna nerki.
Budowa:
- ciałko nefronu (inaczej ciałko Malpighiego)
- torebka nefronu (inaczej torebka Bowmana)
- ściany zbudowane z nabłonka jednowarstwowego płaskiego o dużej przepuszczalności wody i składników drobnocząsteczkowych.
- kłębuszek naczyniowy (torebka nefronu otacza niewielkie skupienie naczyń włosowatych)
- kanalik nerkowy (uchodzą do przewodów zbiorczych) – tworzony przez nabłonek jednowarstwowy sześcienny, który ma rozwiniętą zdolność do aktywnego transportowania jonów, jest słabo przepuszczalny dla mocznika
- pętla nefronu (pętla Henlego) składa się z dwóch ramion biegnących w różnym kierunku

## Budowa nerki
Nerki służą do filtracji krwi. Dzięki nim usuwane są z krwiobiegu substancje zbędne oraz szkodliwe. Na budowę nerki składa się:
- kora nerki (jaśniejsza); składa się ona głównie z ciałek nerkowych i naczyń krwionośnych
- rdzeń nerki (ciemniejszy) współtworzy
- piramidy nerkowe (podstawami zwrócone do kory, wierzchołkami do wewnątrz)
- kielichy nerkowe
- miedniczka nerkowa

Czynności nerek: 
- Wydalnicza – polega ona na usuwaniu wraz z moczem ostatnich produktów przemiany materii – mocznika, kreatyniny oraz kwasu moczowego; usuwane są także substancje obce dla ustroju;
- Regulacyjna (wydalane są także substancje potrzebne dla organizmu, ale ich nadmiar jest usuwany – czynność regulacyjna) – funkcja ta oznacza zapewnienie właściwej homeostazy ustroju (tu: utrzymywanie właściwej ilości płynów ustrojowych), regulację ciśnienia osmotycznego i właściwego składu płynów ustrojowych; zdolność do wchłaniania zwrotnego zapobiega wydalaniu substancji, które są niezbędne dla organizmu;
- Czynności o charakterze wewnątrzwydzielniczym – polegają one na wydzielaniu enzymu reniny, który aktywuje angiotensynę;

Nerki są także miejscem działania wielu hormonów: aldosteronu, parathormonu, kalcytoniny czy witaminy D.
Nerki są podatne na wady rozwojowe, które można podzielić na:
- wady dotyczące liczby – czyli brak jednej, a nawet obu nerek; niekiedy zdarza się także wystąpienie dodatkowej nerki;
- wady dotyczące wielkości – może wystąpić niedorozwój albo przerost narządu;
- wady położenia – często zdarza się przemieszczenie w okolice dolnej części miednicy;
- wady dotyczące kształtu – zmieniony kształt, wystąpienie torbieli.

Wady dotyczące rozwoju tego organu powodują poważne dolegliwości, dlatego też niezbędne jest leczenie operacyjne.

## Powstawanie moczu
Tętniczka doprowadzająca ma większą średnicę, niż tętniczka odprowadzająca. Przepływająca przez kłębuszek naczyniowy krew naciska na ściany naczyń włosowatych. W kłębuszku nerkowym tworzy się wysokie ciśnienie hydrostatyczne przez co krew zostaje "wyciskana" do światła torebki nefronu. Proces ten to filtracja. W naczyniach włosowatych pozostają białka oraz krwinki. Reszta to mocz pierwotny. Składa się on z wody, soli mineralnych, mocznika, barwników, metabolitów po lekach, kwasów i jonów – składników zarówno potrzebnych, jak i zbędnych, a wręcz szkodliwych. Dalej przepływa przez kanalik nerkowy, gdzie otaczające go naczynia krwionośne odbierają wodę, sole mineralne, kwasy organiczne, jony (sodu, potasu), aminokwasy i glukozę, czyli wszystkie potrzebne produkty. Nazywa się to resorpcją zwrotną obowiązkową. Przepływając dalej przez kanalik II rzędu, odzyskiwana jest dalej woda (resorpcja nadobowiązkowa – o ile jest to konieczne) oraz sole. Następuje tu również zakwaszanie moczu przez dodawanie jonów wodorowych. Tak zostaje mocz ostateczny składający się z wody, jonów wodorowych i pochodnych leków.

## Przepływ moczu
Mocz jest wyprowadzany z piramid nerkowych ujściami przewodów wyprowadzających przez kielichy nerkowe do miedniczki nerkowej. Z miedniczki mocz przepływa do moczowodu i dalej do pęcherza moczowego. Stamtąd usuwany jest na zewnątrz przez cewkę moczową.